# 3207 Spinrad
3207 Spinrad este un asteroid din centura principală, descoperit pe 2 martie 1981 de Schelte Bus.